# Pianosonate nr. 8 (Mozart)
Pianosonate nr. 8 in a mineur, KV 310 is een pianosonate van Wolfgang Amadeus Mozart. Hij schreef het stuk, dat circa 22 minuten duurt, in 1778. Deze sonate is de eerste van slechts twee sonates van Mozart in mineur.

## Onderdelen
De sonate bestaat uit drie delen:
- I Allegro maestoso
- II Andante cantabile con espressione
- III Presto

### Allegro
Dit is het eerste deel van de sonate. Het stuk heeft een 4/4-maat en staat in A mineur. Het stuk eindigt met drie akkoorden.

### Andante cantabile con espressione
Dit is het tweede deel van de sonate. Het stuk heeft een 3/4-maat en staat in F majeur. Het bevat twee lange pralltrillers, ieder van twee hele maten lang. Dit deel eindigt in een forte akkoord.

### Presto
Dit is het derde en laatste deel van de sonate. Het staat in A mineur en heeft een 2/4-maat. Het stuk eindigt forte in twee dezelfde akkoorden.